# Еџвотер (Њу Џерзи)
Еџвотер (енгл. Edgewater) град је у америчкој савезној држави Њу Џерзи.

## Демографија
По попису из 2010. године број становника је 11.513, што је 3.836 (50,0%) становника више него 2000. године.
| Група             | 2000.         | 2010.         |
| Белци             | 4.661 (60,7%) | 5.343 (46,4%) |
| Афроамериканци    | 270 (3,5%)    | 570 (5,0%)    |
| Азијати           | 1.775 (23,1%) | 4.084 (35,5%) |
| Хиспаноамериканци | 802 (10,4%)   | 1.278 (11,1%) |
| Укупно            | 7.677         | 11.513        |